# 魚栄商店

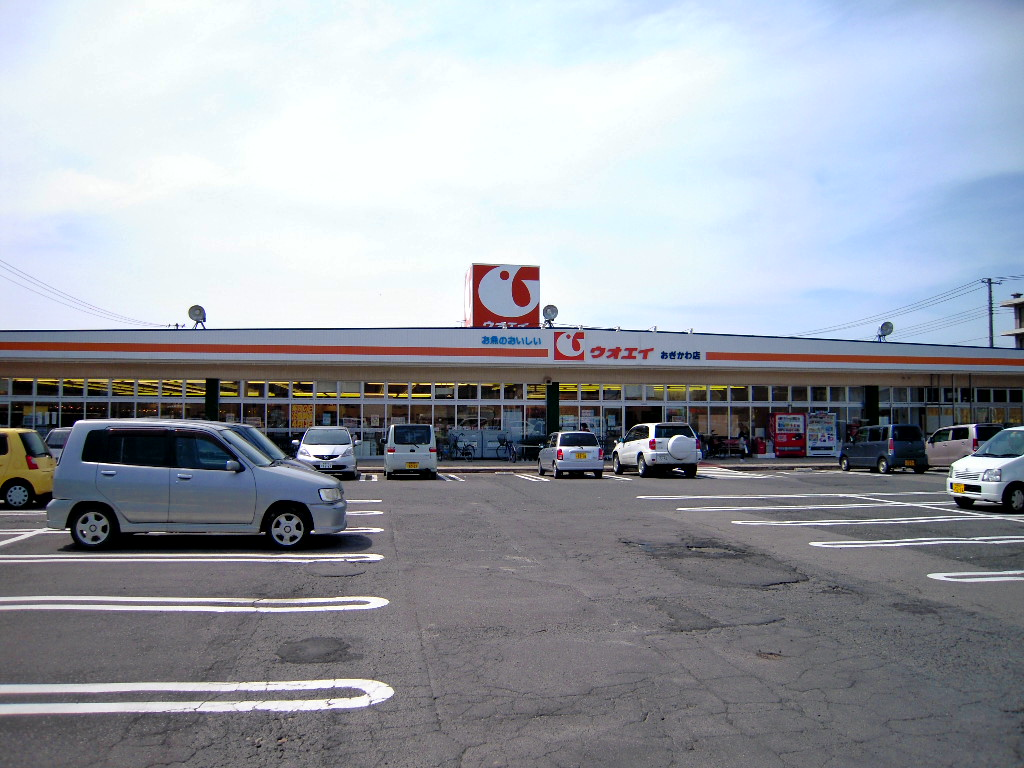
ウオエイ荻川店

株式会社魚栄商店（うおえいしょうてん、UOEI Corporation）は、新潟県新潟市南区に本社を置き、同市を中心とした同県下越地方でスーパーマーケットチェーン「ウオエイ」を展開する企業。

## 概要
1875年、中蒲原郡白根町（のちの白根市、現新潟市南区）五六ノ町で渡邊栄吉が魚店を開業。自らの名に因んで屋号を魚栄（うおえい）とした。
1961年に法人組織へ改組、現社名で設立された。1973年から食品スーパー事業を本格化し、白根市をはじめ新潟市や燕市、新津市（現新潟市秋葉区）など近郊でも店舗展開を進めたが、バブル経済崩壊以降は業績が伸び悩み、1990年代には店舗を相次いで閉鎖した。また同業各社との販売競争も激化し、アクシアル リテイリングやウオロクなどの県内各社や、その後県内に進出したイオンやユニーなど大手各社も加わったことから、経営基盤の安定化や競争力の強化などが大きな課題となった。
2006年12月、フューチャーアーキテクト（現：フューチャー）の連結子会社となったが、2016年9月に同業の株式会社スポットの子会社となった。ウオエイは2023年現在、新潟市4店と燕市1店の計5店舗を展開している。
元々鮮魚店が発祥であることから、スーパー創業以来、特に鮮魚部門と精肉部門に重点が置かれている。また2008年春から、一部店舗で多忙な顧客や高齢者などを対象とした「御用聞きサービス」を開始し、商品の宅配や利用者ニーズの聞き取りなどを通じてサービスの向上を図っている。

## 沿革
- 1875年 - 渡邊栄吉が魚店を開業。
- 1961年 - 株式会社魚栄商店設立。
- 1973年 - 白根市大字白根（現新潟市南区白根、通称五六ノ町）に「ウオエイ本町店」開店（1992年閉店）。
- 1975年 - 白根市大字鯵潟（現同区鯵潟）に「ウオエイ国道店」開店、本社機能も同所へ移転。
- 1976年 - 西蒲原郡黒埼町大字大野（現新潟市西区大野町）に「ウオエイ大野店」開店（2009年閉店）。
- 1977年 - 新潟市寺尾（現西区寺尾上三丁目）に「ウオエイ寺尾店」開店（1999年閉店）。
- 1978年 - 新潟市内野町（現西区）に「ウオエイ内野店」開店（2003年閉店）。
- 1979年 - 燕市杣木廿六木に「ウオエイ燕店」開店。
- 1983年 - 中蒲原郡亀田町稲葉一丁目（現新潟市江南区）に「ウオエイ亀田店」、燕市四ツ谷字太田に「ウオエイ小中川店」開店。
- 1984年 - 西蒲原郡黒埼町大字金巻（現新潟市西区）に「ウオエイ金巻店」開店。
- 1985年 - 新潟市天神（現中央区）のプラーカ新潟オープンにあたり、プラーカ3の地下1階に「ウオエイプラーカ店」開店（1990年閉店）。
- 1986年 - 新潟市石山四丁目（現東区）に「ウオエイ石山店」開店。
- 1988年 - アメリカ・カリフォルニア州の牧場を購入（2002年売却）。
- 1995年 - 新津市中野五丁目（現新潟市秋葉区）に「ウオエイ荻川店」、国道店隣接地に菓子・飲料・酒類専門店の「ウオエイファミリードーム店」開店（当時の大規模小売店舗法の関係で国道店の売場面積が拡大できず、別店舗として出店。2006年に国道店に統合され閉店）。
- 2006年 - フューチャーアーキテクト（現：フューチャー）の連結子会社となる。
- 2012年 - 金巻店、改装（お酒売り場拡張）
- 2015年11月22日 - 荻川店、燕店にPepper (ロボット)を導入[1]。
- 2016年9月7日 - フューチャー傘下のRIパートナーズ有限責任事業組合が、保有全株式を株式会社スポット（新潟県柏崎市）に譲渡[2]。株式会社スポットの完全子会社となる。